# Sint-Catharinakapel (Thorn)

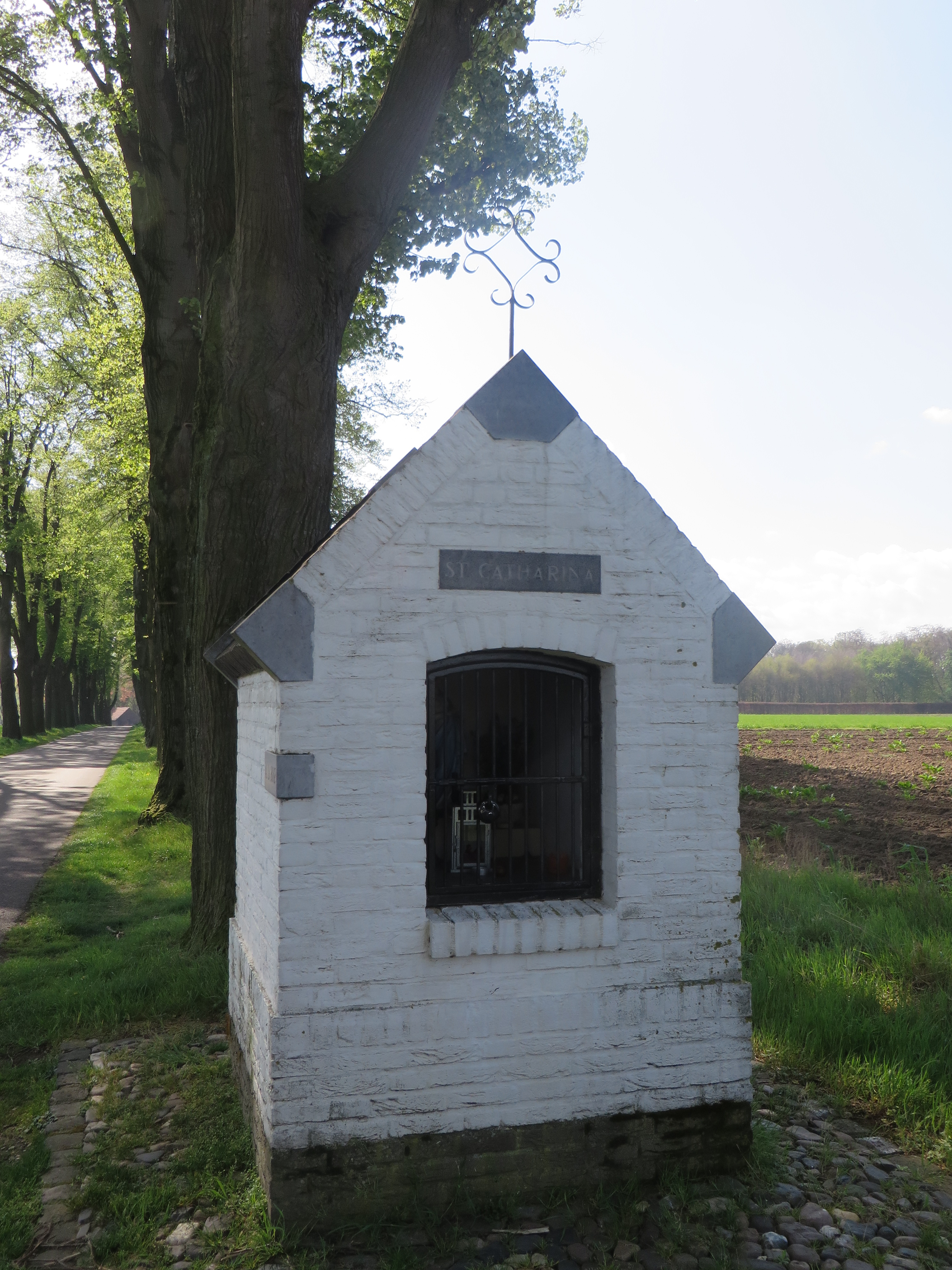
De Sint-Catharinakapel

De Sint-Catharinakapel is een kapel in Thorn in de Nederlandse gemeente Maasgouw. De kapel staat aan de straat Hagenbroek tussen de bomen van een bomenlaan, niet ver van de Heerbaan, ten noordoosten van het dorp.
Op ongeveer 550 meter naar het westen staat de Sint-Rochuskapel en op ongeveer 240 meter naar het zuiden de Onze-Lieve-Vrouw-van-Rustkapel.
De kapel is gewijd aan de heilige Catharina van Alexandrië.

## Geschiedenis
Wanneer de kapel oorspronkelijk gebouwd werd is niet bekend. Ze stond vroeger bij buurtschap Santfort nabij het viaduct over de A2, maar moest plaats maken voor de aanleg van het Kanaal Wessem-Nederweert in de jaren 1920.
In 2022 werd de kapel op een andere plek herbouwd.

## Bouwwerk
Voor de kapel ligt er een bestrating van Maaskeien en kinderkopjes waarin een half wiel gelegd is, verwijzend naar het martelwerktuig waarmee men de heilige Catharina wilde doden.
De wit geschilderde bakstenen kapel met onbeschilderde plint is een niskapel gebouwd op een rechthoekig plattegrond en gedekt door een zadeldak van bakstenen. Op de nok staat een sierlijk metalen kruis. Op de hoeken en toppen van de frontgevel en achtergevel zijn er hardstenen gebruikt. In de zijgevel is een gevelsteen aangebracht met de tekst A. D. 2002. Boven de nis is een tweede gevelsteen ingemetseld en deze toont de tekst: ST. CATHARINA.
In de frontgevel bevindt zich de segmentboogvormige nis die wordt afgesloten met een traliehekje. In de wit geschilderde nis staat een polychroom van de heilige.